# Киреня, Олег Иванович
Олег Иванович Киреня (2 мая 1975, Гродно) — белорусский футболист, центральный полузащитник, тренер.

## Биография
Воспитанник гродненской СДЮСШОР № 6. Взрослую карьеру начинал в родном городе в клубах первой лиги Белоруссии «Химволокно» и «Кардан Флайерс». Также в начале 1990-х годов играл в мини-футбол за гродненский «Университет».
В 1996 году перешёл в ведущий клуб города — «Неман», однако не закрепился в составе, сыграв 8 матчей в высшей лиге за полсезона. Затем снова играл в первой лиге за «Кардан Флайерс».
В 1998 году выступал в высшей лиге за «Коммунальник» (Слоним). На следующий год вернулся в «Неман» и играл за команду в течение трёх сезонов, был основным игроком центральной зоны. В 2002 году перешёл в «Торпедо» (Жодино), где провёл три года и был капитаном команды. В 2005 году в очередной раз вернулся в «Неман» и играл за клуб до конца карьеры. В гродненском клубе также носил капитанскую повязку.
Всего в высшей лиге Белоруссии сыграл 222 матча и забил 12 голов, из них 137 матчей и 4 гола в составе «Немана».
После завершения игровой карьеры вошёл в тренерский штаб «Немана». В апреле-мае 2016 года исполнял обязанности главного тренера клуба, затем продолжал работать в тренерском штабе одним из помощников Игоря Ковалевича.

## Личная жизнь
Отец, Иван Киреня (род. 1947) тоже был футболистом, два года провёл в составе «Немана» во второй лиге СССР.